# Hiệp định Đối tác xuyên Thái Bình Dương

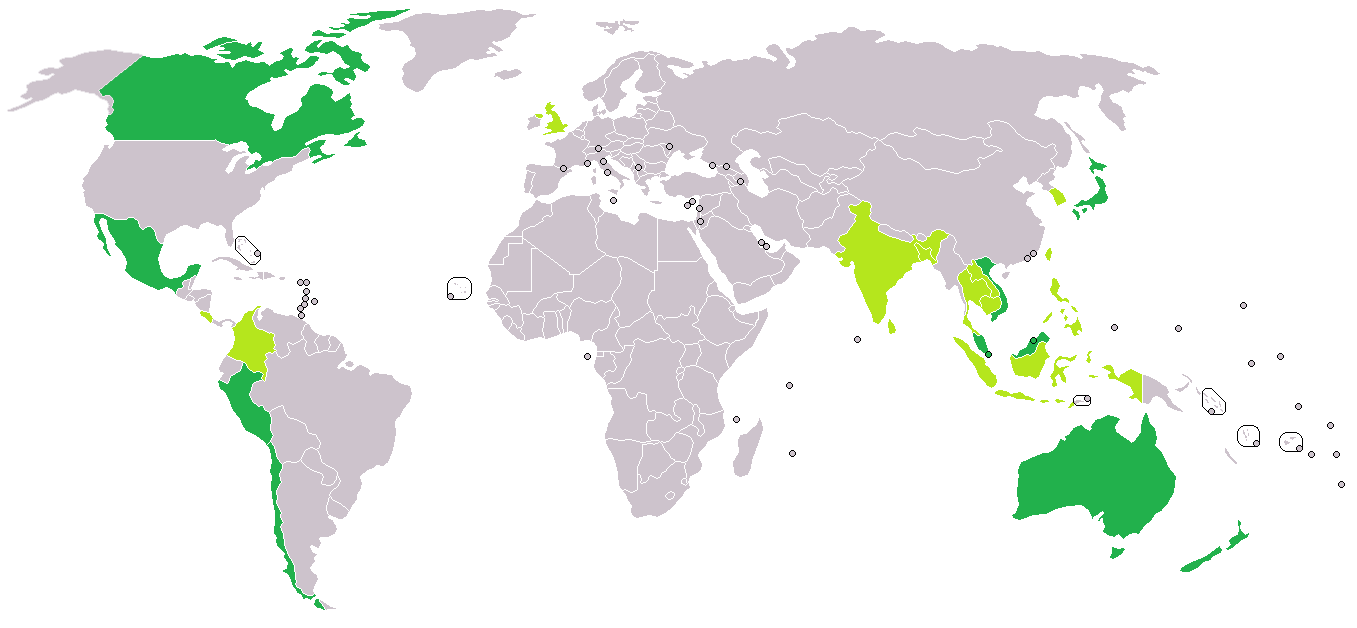
Các nước đã ký kết
Ngỏ ý muốn tham gia
Có khả năng trở thành thành viên

Hiệp định Đối tác xuyên Thái Bình Dương (tiếng Anh: Trans-Pacific Partnership Agreement - viết tắt TPP) là một hiệp đinh/thỏa thuận thương mại tự do được ký kết giữa 12 nước vào ngày 4 tháng 2 năm 2016 tại Auckland, New Zealand sau 5 năm đàm phán với mục đích hội nhập các nền kinh tế thuộc khu vực châu Á-Thái Bình Dương. Thỏa thuận ban đầu được các nước Brunei, Chile, New Zealand và Singapore ký vào ngày 3 tháng 6, 2005 và có hiệu lực ngày 28 tháng 5, 2006. Sau đó, thêm 5 nước đàm phán để gia nhập, đó là các nước Australia, Malaysia, Peru, Hoa Kỳ, và Việt Nam. Ngày 14 tháng 11 năm 2010, ngày cuối cùng của Hội nghị thượng đỉnh APEC tại Nhật Bản, lãnh đạo của 9 nước (8 nước trên và Nhật Bản) đã tán thành lời đề nghị của tổng thống Obama về việc thiết lập mục tiêu của các cuộc đàm phán thuộc Hội nghị thượng đỉnh APEC năm 2011 diễn ra tại Hoa Kỳ.Vào cuối năm 2016, sau khi tổng thống Mỹ Donald Trump đắc cử, theo chính sách mới của Donald Trump, Mỹ đã chính thức rút khỏi hiệp định này.
Ngày 11 tháng 11 năm 2017, các bộ trưởng TPP đã đạt được thoả thuận cơ bản cho hiệp định TPP-11, đồng thời thống nhất tên mới cho hiệp định là Hiệp định Đối tác Toàn diện và Tiến bộ Xuyên Thái Bình Dương (CPTPP - Comprehensive and Progressive Agreement for Trans-Pacific Partnership).
Trước đây, TPP được biết đến với tên tiếng Anh là Pacific Three Closer Economic Partnership (P3-CEP) và được tổng thống Chile Ricardo Lagos, thủ tướng Singapore Goh Chok Tong và thủ tướng New Zealand Helen Clark đưa ra thảo luận tại một cuộc họp các nhà lãnh đạo của APEC diễn ra tại Los Cabos, México. Brunei nhanh chóng tham gia đàm phán ở vòng 5 vào tháng 4 năm 2005. Sau vòng đàm phán này, hiệp định lấy tên là Hiệp định Đối tác Kinh tế Chiến lược Xuyên Thái Bình Dương (TPSEP hoặc P4).
Mục tiêu ban đầu của Hiệp định là giảm 90% các loại thuế xuất nhập khẩu giữa các nước thành viên trước ngày 1 tháng 1 năm 2006 và cắt giảm bằng không tới năm 2015. Đây là một thỏa thuận toàn diện bao quát tất cả các khía cạnh chính của một hiệp định thương mại tự do, bao gồm trao đổi hàng hóa, các quy định về xuất xứ, can thiệp, rào cản kỹ thuật, trao đổi dịch vụ, vấn đề sở hữu trí tuệ, chính sách của các chính quyền...
Tiến trình đàm phán cho hiệp định bị trì hoãn nhiều lần do thiếu tiếng nói chung xoay quanh nhiều vấn đề như: giảm thuế xuất-nhập khẩu, bảo trợ hàng hóa nội địa, quyền sở hữu trí tuệ v.v... Ngày 5 tháng 10 năm 2015 tại Atlanta, Hoa Kỳ, tiến trình đàm phán hiệp định đã kết thúc thành công.

## Thành viên
Hiện thời TPP chỉ có 4 thành viên chính thức Brunei, Chile, New Zealand và Singapore. Mặc dù có nhiều khác biệt về văn hóa và địa lý, 4 quốc gia này đều có nhiều điểm chung như: là những quốc gia nhỏ (có dân số ít hơnMalaysia, Mexico, Canada và Nhật Bản vừa kết thúc tiến trình đàm phán vào tháng 10.
| Quốc gia        | Trạng thái          | Ngày bắt đầu đàm phán | Ký kết                  |
| --------------- | ------------------- | --------------------- | ----------------------- |
| Brunei          | Sáng lập            | tháng 6 năm 2005      | ngày 4 tháng 2 năm 2016 |
| Chile           | Sáng lập            | tháng 6 năm 2005      | ngày 4 tháng 2 năm 2016 |
| New Zealand     | Sáng lập            | tháng 6 năm 2005      | ngày 4 tháng 2 năm 2016 |
| Singapore       | Sáng lập            | tháng 6 năm 2005      | ngày 4 tháng 2 năm 2016 |
| Hoa Kỳ (đã rút) | Kết thúc đàm phán   | tháng 2 năm 2008      | ngày 4 tháng 2 năm 2016 |
| Úc              | Kết thúc đàm phán   | tháng 11 năm 2008     | ngày 4 tháng 2 năm 2016 |
| Peru            | Kết thúc đàm phán   | tháng 11 năm 2008     | ngày 4 tháng 2 năm 2016 |
| Việt Nam        | Kết thúc đàm phán   | tháng 11 năm 2008     | ngày 4 tháng 2 năm 2016 |
| Malaysia        | Kết thúc đàm phán   | tháng 10 năm 2010     | ngày 4 tháng 2 năm 2016 |
| Mexico          | Kết thúc đàm phán   | tháng 10 năm 2012     | ngày 4 tháng 2 năm 2016 |
| Canada          | Kết thúc đàm phán   | tháng 10 năm 2012     | ngày 4 tháng 2 năm 2016 |
| Nhật Bản        | Kết thúc đàm phán   | tháng 3 năm 2013      | ngày 4 tháng 2 năm 2016 |
| Colombia        | Ngỏ ý muốn tham gia |                       |                         |
| Philippines     | Ngỏ ý muốn tham gia |                       |                         |
| Thái Lan        | Ngỏ ý muốn tham gia |                       |                         |
| Indonesia       | Ngỏ ý muốn tham gia |                       |                         |
| Đài Loan        | Ngỏ ý muốn tham gia |                       |                         |
| Hàn Quốc        | Ngỏ ý muốn tham gia |                       |                         |

## Kết quả
Việt Nam đã chính thức ký kết TPP vào ngày 4 tháng 2 năm 2016 và TPP sẽ bắt đầu có hiệu lực 2 năm sau đó.
Hiệp định này sẽ đưa tới những thay đổi lớn như sau:

### Tiêu chuẩn về môi trường và lao động
Hoa Kỳ cho là TPP sẽ làm giảm việc buôn bán những loài nguy cấp, giải quyết nạn đánh cá quá độ tại những nước thành viên.
Những điều khoản về lao động sẽ ép buộc những thay đổi lớn về thực hành như tại Malaysia và Việt Nam. Những quốc gia này phải chứng minh là họ tuân theo những tiêu chuẩn của Tổ chức Lao động Quốc tế. Các quốc gia TPP sẽ bị đòi hỏi phải có một mức lương tối thiểu. Họ cũng sẽ phải cấm tình trạng bắt buộc lao động bằng cách giữ hộ chiếu của các công nhân ngoại quốc và việc đòi tiền đặc biệt để công nhân được nhận vào làm, trở thành một con nợ tức khắc. Ở Việt Nam, chính quyền phải cho phép nhân viên tự do thành lập công đoàn và cho phép hình thành một công đoàn độc lập với Tổng Liên đoàn Lao động Việt Nam duy nhất hiện thời.
Các nước không tuân theo tiêu chuẩn quy định sẽ bị phạt về thương mại.

### Tòa án đặc biệt của TPP
Với hiệp định TPP, các công ty, tập đoàn nước ngoài và quốc tế sẽ có khả năng mang chính phủ của các quốc gia thành viên ra tòa án đặc biệt của TPP khi các quốc gia này đặt ra các luật lệ, chính sách đi ngược lại với chỉ tiêu của TPP. Tòa án đặc biệt này có toàn quyền bắt chính phủ đền bù không những cho các thiệt hại đã xảy ra, mà còn những mất mát về cơ hội trong tương lai của các tập đoàn, công ty quốc tế.

## Mỹ rút khỏi TPP
Trong một video được công bố vào ngày 21 tháng 11 năm 2016, tổng thống đắc cử của Mỹ Donald Trump cho biết ngay trong ngày ông nhậm chức, ngày 20 tháng 1 năm 2017, ông sẽ ban hành quyết định rút khỏi Hiệp định Đối tác xuyên Thái Bình Dương. Trong cuộc họp báo diễn ra cùng ngày tại Buenos Aires (Argentina) thủ tướng Nhật Bản Abe Shinzō cho rằng TPP sẽ không có ý nghĩa nếu không có sự tham gia của Mỹ.